# Serie Mundial de 1916
La Serie Mundial de 1916 fue disputada entre Boston Red Sox y Brooklyn Robins.
El equipo de Boston resultó ganador al vencer en la serie por 4 partidos a 1.

## Desarrollo

### Juego 1
| Equipo   | 1 | 2 | 3 | 4 | 5 | 6 | 7 | 8 | 9 | C | H  | E |
| -------- | - | - | - | - | - | - | - | - | - | - | -- | - |
| Brooklyn | 0 | 0 | 0 | 1 | 0 | 0 | 0 | 0 | 4 | 5 | 10 | 4 |
| Boston   | 0 | 0 | 1 | 0 | 1 | 0 | 3 | 1 | X | 6 | 8  | 1 |

LG: Ernie Shore (1–0)  LP: Rube Marquard (0–1)  SV: Carl Mays (1)  

### Juego 2
| Equipo   | 1 | 2 | 3 | 4 | 5 | 6 | 7 | 8 | 9 | 10 | 11 | 12 | 13 | 14 | C | H | E |
| -------- | - | - | - | - | - | - | - | - | - | -- | -- | -- | -- | -- | - | - | - |
| Brooklyn | 1 | 0 | 0 | 0 | 0 | 0 | 0 | 0 | 0 | 0  | 0  | 0  | 0  | 0  | 1 | 6 | 2 |
| Boston   | 0 | 0 | 1 | 0 | 0 | 0 | 0 | 0 | 0 | 0  | 0  | 0  | 0  | 1  | 2 | 7 | 1 |

LG: Babe Ruth (1–0)  LP: Sherry Smith (0–1)  
HRs:  BKN – Hy Myers (1)

### Juego 3
| Equipo   | 1 | 2 | 3 | 4 | 5 | 6 | 7 | 8 | 9 | C | H  | E |
| -------- | - | - | - | - | - | - | - | - | - | - | -- | - |
| Boston   | 0 | 0 | 0 | 0 | 0 | 2 | 1 | 0 | 0 | 3 | 7  | 1 |
| Brooklyn | 0 | 0 | 1 | 1 | 2 | 0 | 0 | 0 | X | 4 | 10 | 0 |

LG: Jack Coombs (1–0)  LP: Carl Mays (0–1)  SV: Jeff Pfeffer (1)  
HRs:  BOS – Larry Gardner (1)

### Juego 4
| Equipo   | 1 | 2 | 3 | 4 | 5 | 6 | 7 | 8 | 9 | C | H  | E |
| -------- | - | - | - | - | - | - | - | - | - | - | -- | - |
| Boston   | 0 | 3 | 0 | 1 | 1 | 0 | 1 | 0 | 0 | 6 | 10 | 1 |
| Brooklyn | 2 | 0 | 0 | 0 | 0 | 0 | 0 | 0 | 0 | 2 | 5  | 4 |

LG: Dutch Leonard (1–0)  LP: Rube Marquard (0–2)  
HRs:  BOS – Larry Gardner (2)

### Juego 5
| Equipo   | 1 | 2 | 3 | 4 | 5 | 6 | 7 | 8 | 9 | C | H | E |
| -------- | - | - | - | - | - | - | - | - | - | - | - | - |
| Brooklyn | 0 | 1 | 0 | 0 | 0 | 0 | 0 | 0 | 0 | 1 | 3 | 3 |
| Boston   | 0 | 1 | 2 | 0 | 1 | 0 | 0 | 0 | X | 4 | 7 | 2 |

LG: Ernie Shore (2–0)  LP: Jeff Pfeffer (0–1)  

|                                                        |
| Campeón de las Grandes Ligas Boston Red Sox 4.º título |